# ایوی دومینیکویچ
 ایوی دومینیکویچ (انگلیسی: Evie Dominikovic؛ زادهٔ ۲۹ مهٔ ۱۹۸۰) یک تنیس‌باز اهل استرالیا است.